# Ursula Gottwald
Ursula Gottwald (* 1970 in München) ist eine deutsche Schauspielerin.

## Leben
Ursula Gottwald erhielt ihre Ausbildung an der Schauspielschule von Uta Hagen (Acting Class HB Studios) in New York. Anschließend nahm sie Stimm- und Sprachunterricht bei Margret Langen (Max Reinhardt Seminar - Wien) in München. Es schloss sich ein Studium der Rechtswissenschaften an der LMU München (1. Staatsexamen), sowie der Theaterwissenschaft an der LMU München an.
Seit Mitte der 1990er Jahre hat Ursula Gottwald in zahlreichen Film- und Fernsehproduktionen mitgewirkt. Eine erste Rolle spielte sie in Sönke Wortmanns Film Das Superweib. Es folgten Rollen meist in Fernsehfilmen und bekannten Fernsehserien, wie Anwalt Abel, Die Verbrechen des Professor Capellari, Polizeiruf 110, Tatort, Der Alte, SOKO Kitzbühel, Die Rosenheim-Cops, 10 Monate Dahoam is Dahoam und 10 Folgen Um Himmels Willen. Sie war in Heinrich Breloers Mehrteiler Die Manns – Ein Jahrhundertroman und in dem Fernsehfilm Ohnmacht von Tobias Stille zu sehen. In der serbischen Kinoproduktion Na lepom plavom Dunavu (Internationaler Titel The Beautiful Blue Danube) spielte sie Gerda aus Deutschland. Für diese Rolle erhielt sie im Jahr 2009 Nominierungen beim West Hollywood International Film Festival sowie beim Festival du Film de Strasbourg, jeweils in der Kategorie Beste Hauptdarstellerin. Außerdem wirkte sie 2011/2012 als eine der weiblichen Hauptrollen in der russischen Fernsehserie Hunting Gauleiter über den Zweiten Weltkrieg unter der Regie von Oleg Basilow mit. Unter der Regie von Dominik Graf hat sie drei Folgen des Polizeiruf 110 gedreht. Drehbuchautor war in allen drei Fällen Günter Schütter. In der 2019 gedrehten Folge mit dem Titel Die Lüge, die wir Zukunft nennen verkörperte sie eine der Hauptrollen (Rollenname Dallas).
Ursula Gottwald ist auch als Theaterschauspielerin tätig. So spielte sie im Jahr 2002 in der Komödie im Bayerischen Hof in dem Stück Avanti! Avanti! von Samuel A. Taylor die Rolle der Mrs. Claybourne.
Die Schauspielerin lebt mit ihrem Sohn (* 2009) in München.

## Filmografie (Auswahl)
- 1996: Das Superweib
- 1996: Singles (sechsteilige Serie)
- 1997: Lebenslang ist nicht genug
- 1998: Wie eine Spinne im Netz
- 1999: Anwalt Abel – Die Mörderfalle
- 1999: Rosamunde Pilcher – Klippen der Liebe
- 2000: Der Kuß meiner Schwester
- 2000: Mein Bruder, der Idiot
- 2000: Salto Kommunale
- 2001: Die Manns – Ein Jahrhundertroman (Teil 3 (1942 bis 1955))
- 2002: Die Verbrechen des Professor Capellari – Nur ein Selbstmord
- 2002: Lebenslang
- 2003: Im Tal des Schweigens
- 2003: Suche impotenten Mann fürs Leben
- 2004: Der Bulle von Tölz - Wenn die Masken fallen
- 2004: Polizeiruf 110 – Der scharlachrote Engel
- 2005: Die Rosenheim-Cops – Umzug für eine Leiche
- 2005: Zwei Herzen und 12 Pfoten
- 2005: SOKO 5113
- 2006: Unser Charly
- 2006: SOKO Kitzbühel – Blumen für die Diva
- 2007: Der Alte – Folge 320: Wenn Liebe zuschlägt
- 2007: Pater Castell
- 2007: In aller Freundschaft – Übers Ziel hinaus
- 2007: On the beautiful blue Danube (na lepom plavom Donavu)
- 2008: Einer bleibt sitzen
- 2009: Ohnmacht
- 2009: SOKO Stuttgart
- 2010: Dahoam is Dahoam (10 Monate)
- 2010: Die Rosenheim-Cops – Die strafende Hand Gottes
- 2010: SOKO Kitzbühel
- 2011: Weissblaue Geschichten
- 2011: Schmidt & Schmitt
- 2011: Um Himmels Willen (2 Staffeln)
- 2012: Hattinger und die kalte Hand
- 2012: Die Jagd nach dem Gauleiter (6 Folgen)
- 2013: Hubert und Staller – Der Tote aus der Klatschspalte
- 2013: Monaco 110
- 2014: Polizeiruf 110 – Smoke on the Water
- 2014: SOKO 5113 – Die schwarze Acht
- 2014: Tatort – Das verkaufte Lächeln
- 2014: Die Rosenheim-Cops – Mozarts kleiner Bruder
- 2015: Mein Schwiegervater der Stinkstiefel
- 2015: SOKO Kitzbühel – Im Verlies
- 2016: Bodycheck: Mit Herz durch die Wand
- 2018: Sauerkrautkoma
- 2018: SOKO München: Treue bis in den Tod
- 2018: Die Rosenheim-Cops – Feldmanns letzte Fahrt
- 2019: Hubert ohne Staller – Die Glücksbreze
- 2019: Polizeiruf 110 – Die Lüge, die wir Zukunft nennen
- 2021: Watzmann ermittelt – Schein und Sein
- 2022: München Mord: Schwarze Rosen (Fernsehreihe)
- 2023: SOKO Donau: Lieblingsmensch